# Colgate Series Championships 1981, парний розряд
В парному розряді жіночого тенісного турніру Colgate Series Championships 1981, що проходив у рамках Туру WTA 1980, Розмарі Казалс і Венді Тернбулл виграли титул, у фіналі перемігши пару Пола Сміт і Кенді Рейнолдс 6-3, 4-6, 7-6.

## Сіяні пари
| 1. Кеті Джордан / Енн Сміт (1-ше коло) | 1. Розмарі Казалс / Венді Тернбулл (чемпіонки) |

## Основна сітка

### Легенда
| - Q = Кваліфаєр - WC = Вайлд-кард - LL = Щасливий лузер | - Alt = Заміна - SE = Виняток - PR = Захищений рейтинг | - w/o = Без гри - r = Зняття - d = Присуджено перемогу |

|  | 1-ше коло                | 1-ше коло                | 1-ше коло                     | 1-ше коло | 1-ше коло |   |                               | Ultimo turno             | Ultimo turno | Ultimo turno | Ultimo turno | Ultimo turno |
|  |                          |                          |                               |           |           |   |                               |                          |              |              |              |              |
|  | Пола Сміт Кенді Рейнолдс | Пола Сміт Кенді Рейнолдс | 6                             | 1         | 6         |   |                               |                          |              |              |              |              |
|  | 1                        | Кеті Джордан Енн Сміт    | 3                             | 6         | 4         |   |                               |                          |              |              |              |              |
|  | 1                        | Кеті Джордан Енн Сміт    | 3                             | 6         | 4         |   | Пола Сміт Кенді Рейнолдс      | Пола Сміт Кенді Рейнолдс | 3            | 6            | 6            |              |
|  |                          |                          |                               |           |           |   | Пола Сміт Кенді Рейнолдс      | Пола Сміт Кенді Рейнолдс | 3            | 6            | 6            |              |
|  |                          | 2                        | Розмарі Казалс Венді Тернбулл | 6         | 4         | 7 |                               |                          |              |              |              |              |
|  | 2                        | 2                        | Розмарі Казалс Венді Тернбулл | 6         | 4         | 7 | Розмарі Казалс Венді Тернбулл | 6                        | 6            |              |              |              |
|  | 2                        |                          |                               |           |           |   | Розмарі Казалс Венді Тернбулл | 6                        | 6            |              |              |              |
|  | Бетті Стов Пем Шрайвер   | Бетті Стов Пем Шрайвер   | 4                             | 4         |           |   |                               |                          |              |              |              |              |